# Regierung Poul Nyrup Rasmussen II

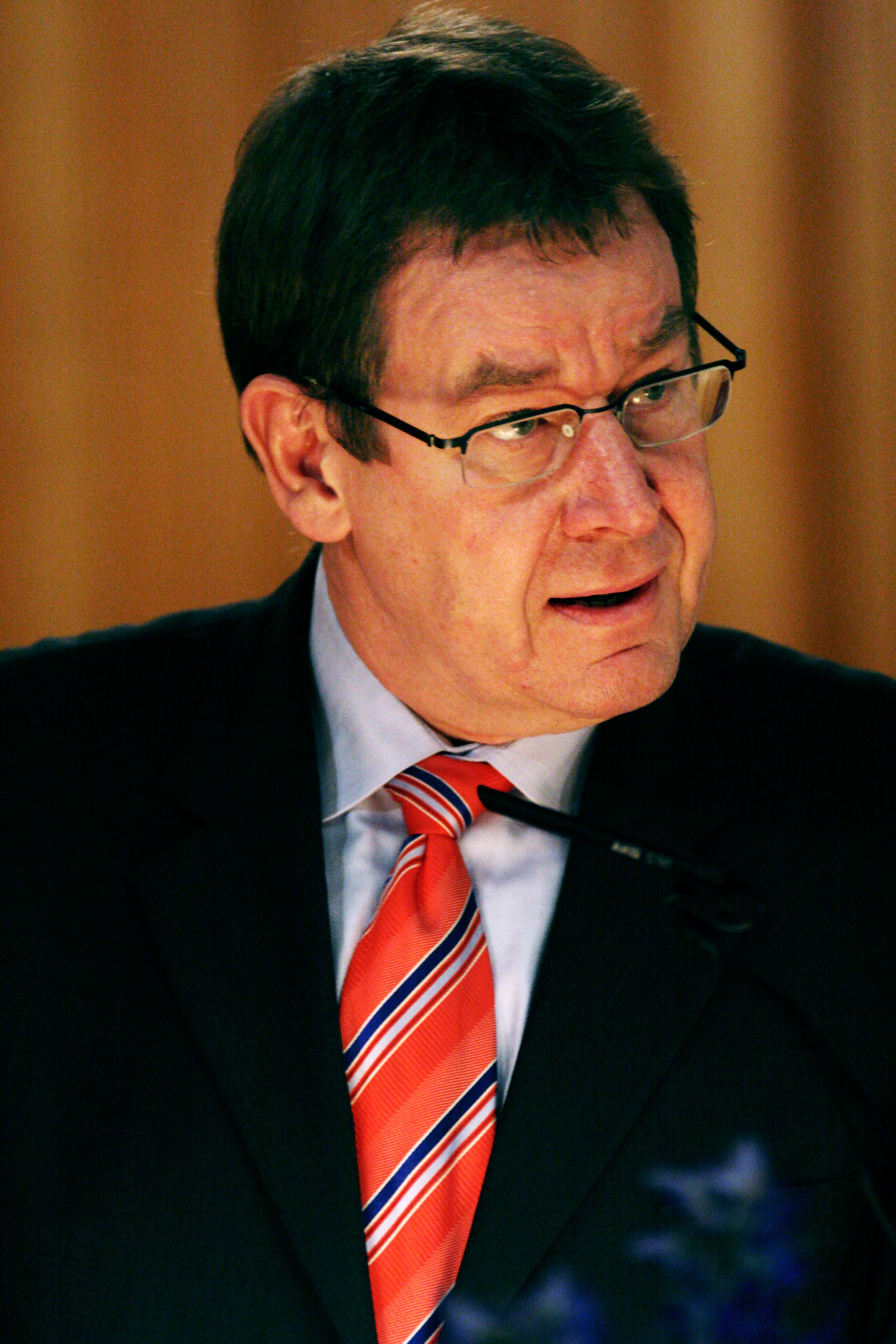
Poul Nyrup Rasmussen

Nach der Folketingswahl 1994 bildete der dänische Ministerpräsident Poul Nyrup Rasmussen das Kabinett Poul Nyrup Rasmussen II. Die Regierungskoalition bestand aus Sozialdemokraten, Zentrumsdemokraten und Sozialliberalen und war vom 27. September 1994 bis zum 30. Dezember 1996 im Amt.
Die Zentrumsdemokraten verließen im Dezember 1996 aus Protest gegen den Haushaltsentwurf die Regierung. Poul Nyrup Rasmussen bildete ohne Neuwahlen das Kabinett Nyrup Rasmussen III.
| Ressort                                 | Name                   | Amtswechsel          | Partei               |
| --------------------------------------- | ---------------------- | -------------------- | -------------------- |
| Ministerpräsident                       | Poul Nyrup Rasmussen   |                      | Socialdemokraterne   |
| Äußeres                                 | Niels Helveg Petersen  |                      | Det Radikale Venstre |
| Finanzen                                | Mogens Lykketoft       |                      | Socialdemokraterne   |
| Inneres                                 | Birthe Weiss           |                      | Socialdemokraterne   |
| Justiz                                  | Bjørn Westh            |                      | Socialdemokraterne   |
| Wirtschaft und Nordische Zusammenarbeit | Marianne Jelved        |                      | Det Radikale Venstre |
| Umwelt- und Energie                     | Svend Auken            |                      | Socialdemokraterne   |
| Forschung                               | Frank Jensen           |                      | Socialdemokraterne   |
| Bildung                                 | Ole Vig Jensen         |                      | Det Radikale Venstre |
| kirchliche Angelegenheiten              | Birthe Weiss           |                      | Socialdemokraterne   |
| Verteidigung                            | Hans Hækkerup          |                      | Socialdemokraterne   |
| Soziales                                | Karen Jespersen        |                      | Socialdemokraterne   |
| Handel und Industrie                    | Mimi Jakobsen          |                      | Centrum-Demokraterne |
| Kultur                                  | Jytte Hilden           |                      | Socialdemokraterne   |
| Arbeit                                  | Jytte Andersen         |                      | Socialdemokraterne   |
| Verkehr                                 | Jan Trøjborg           |                      | Socialdemokraterne   |
| Bau- und Wohnungswesen                  | Ole Løvig Simonsen     |                      | Socialdemokraterne   |
| Minister für Steuern                    | Ole Stavad             | bis 1. November 1994 | Socialdemokraterne   |
| Minister für Steuern                    | Carsten Koch           | ab 1. November 1994  | Socialdemokraterne   |
| Gesundheit                              | Yvonne Herløv Andersen |                      | Centrum-Demokraterne |
| Entwicklungszusammenarbeit              | Poul Nielson           |                      | Socialdemokraterne   |
| Landwirtschaft und Fischerei            | Henrik Dam Kristensen  |                      | Socialdemokraterne   |